# Guinea Pig 5: Android of Notre Dame
Guinea Pig 5: Android of Notre Dame cujo nome original é (“Za ginipiggu 5: Notorudamu no Andoroido”) é um filme de terror, produzido no Japão em 1989, dirigido por Kazuhito Kuramoto.
Quinto filme da série Guinea Pig, foi lançado em 21 de Março de 1989 no Japão.

## Sinopse
Um cientista anão, tem seus sonhos frustrados quando sua irmã fica gravemente doente. Determinado a encontrar uma maneira de preservar a essência de sua irmã após a morte, o cientista, começa a criar um experimento bizarro, usando seres humanos como “cobaias”.